# ديف كيتسون
ديفيد باري كيتسون (بالإنجليزية: Dave Kitson)‏، من مواليد 21 يناير 1980 في هيتشين في إنجلترا، لاعب كرة قدم إنجليزي.
بدأ مسيرته الكروية مع نادي أرليسي تاون في موسم 2000/2001، وفي عام 2001 انتقل إلى نادي كامبريدج يونايتد، ولعب معهم حتى عام 2003، وشارك معهم في 102 مباراة وسجل 40 هدف، ومنذ عام 2003 وهو يلعب مع نادي ريدينغ.

## روابط خارجية
- ديف كيتسون على موقع قاعدة بيانات كرة القدم.إي يو (الإنجليزية)
- ديف كيتسون على موقع Soccerbase.com (لاعب) (الإنجليزية)
- ديف كيتسون على موقع Soccerway.com (الإنجليزية)
- ديف كيتسون على موقع عالم كرة القدم.نت (الإنجليزية)
- ديف كيتسون على موقع كووورة